# Segunda División de Finlandia
La Segunda División de Finlandia (Ykkösliiga en finés, que significa Liga Uno) es la segunda categoría de la liga de fútbol de Finlandia. Está formada por 10 equipos y el ganador asciende directamente, mientras que el segundo clasificado juega un partido de promoción con el penúltimo de la Veikkausliiga. El último clasificado descienden a la Ykkönen, mientras que el antepenúltimo lugar jugará una promoción de permanencia contra el segundo equipo de la categoría inferior.

## Clubes 2025
| Club              | Ciudad    | Estadio                 | Capacidad | Entrenador        |
| ----------------- | --------- | ----------------------- | --------- | ----------------- |
| Ekenäs IF         | Raseborg  | Ekenäs Centrumplan      | 1,400     | Christian Sund    |
| JäPS              | Järvenpää | Järvenpään keskuskenttä | 500       | Teemu Kankkunen   |
| JIPPO             | Joensuu   | Mehtimäki               | 1,000     | Mikko Hallikainen |
| Klubi-04          | Helsinki  | Bolt Arena              | 10,770    | Aleksi Lalli      |
| KäPä              | Helsinki  | Brahenkenttä            | 1,200     | Lari Lummepuro    |
| Lahti             | Lahti     | Lahti Stadium           | 7,465     | Gonçalo Pereira   |
| PK-35             | Helsinki  | Algeco Areena           | 1,200     | Tiago Santos      |
| Salon Palloilijat | Salo      | Salon Urheilupuisto     | 5,000     | Ilkka Virtanen    |
| SJK Akatemia      | Seinäjoki | OmaSP Stadion           | 6,000     | Ash Civil         |
| TPS               | Turku     | Veritas Stadion         | 9,372     | Iván Piñol        |

## Campeones y ascensos
- El equipo campeón asciende directamente a la Veikkausliiga.

| Temporada | Campeón                  | Otros ascensos                      |
| --------- | ------------------------ | ----------------------------------- |
| 1973      | MiPK Mikkeli             | Haka Valkeakoski                    |
| 1974      | MyPa Anjalankoski        | VPS Vaasa                           |
| 1975      | GBK Kokkola              | OPS Oulu                            |
| 1976      | Kiffen                   | OTP Oulu                            |
| 1977      | KPT Kuopio               | Pyrkivä Turku                       |
| 1978      | Ilves Tampere            | KTP Kotka                           |
| 1979      | MP Mikkeli (no ascendió) | OTP Oulu, Sepsi-78                  |
| 1980      | MP Mikkeli               | RoPS Rovaniemi, MiPK Mikkeli        |
| 1981      | Kuusysi Lahti            | KPV Kokkola, Elo Kuopio             |
| 1982      | Reipas Lahti             | RoPS Rovaniemi                      |
| 1983      | MP Mikkeli               | KePS Kemi, PPT Pori                 |
| 1984      | OTP Oulu                 | ----------                          |
| 1985      | MP Mikkeli               | ----------                          |
| 1986      | Reipas Lahti             | ----------                          |
| 1987      | OTP Oulu                 | ----------                          |
| 1988      | FF Jaro Pietarsaari      | ----------                          |
| 1989      | KPV Kokkola              | Kuusankosken Kumu                   |
| 1990      | PPT Pori                 | FF Jaro Pietarsaari                 |
| 1991      | MyPa Anjalankoski        | ----------                          |
| 1992      | TPV Tampere              | FinnPa Helsinki                     |
| 1993      | KuPS Kuopio              | FC Oulu                             |
| 1994      | Ponnistus Helsinki       | VPS Vaasa                           |
| 1995      | Inter Turku              | ----------                          |
| 1996      | TP-Seinäjoki             | ----------                          |
| 1997      | Haka Valkeakoski         | PK-35 Vantaa                        |
| 1998      | FC Lahti                 | KTP Kotka, Inter Turku, TPV Tampere |
| 1999      | Tampere United           | ----------                          |
| 2000      | KuPS Kuopio              | Atlantis FC                         |
| 2001      | FC Hämeenlinna           | FF Jaro Pietarsaari                 |
| 2002      | KuPS Kuopio              | FC Jokerit, KTP Kotka               |
| 2003      | TP-47 Tornio             | RoPS Rovaniemi                      |
| 2004      | KuPS Kuopio              | IFK Mariehamn                       |
| 2005      | FC Honka Espoo           | VPS Vaasa                           |
| 2006      | FC Viikingit             | AC Oulu                             |
| 2007      | KuPS Kuopio              | RoPS Rovaniemi                      |
| 2008      | JJK Jyväskylä            | ----------                          |
| 2009      | AC Oulu                  | ----------                          |
| 2010      | RoPS Rovaniemi           | ----------                          |
| 2011      | FC Lahti                 | ----------                          |
| 2012      | RoPS Rovaniemi           | ----------                          |
| 2013      | SJK Seinäjoki            | ----------                          |
| 2014      | HIFK Helsinki            | KTP Kotka, Ilves Tampere            |
| 2015      | PS Kemi                  | PK-35 Vantaa                        |
| 2016      | JJK Jyväskylä            | ----------                          |
| 2017      | TPS Turku                | FC Honka Espoo                      |
| 2018      | HIFK Helsinki            | KPV Kokkola                         |
| 2019      | Haka Valkeakoski         | TPS Turku                           |
| 2020      | AC Oulu                  | FC KTP                              |
| 2021      | VPS                      | ----------                          |
| 2022      | FC KTP                   | ----------                          |
| 2023      | Ekenäs IF                | IF Gnistan                          |
| 2024      | FC KTP                   | FF Jaro Pietarsaari                 |

- Datos: Q123953863